# أليسيا أوليفيرا
أليسيا بياتريس أوليفيرا  ولدت في24 نوفمبر 1942 توفيت في5 نوفمبر 2014 محامية وسياسية أرجنتينية معروفة بعملها في الدفاع عن حقوق الإنسانأأصبحت صديقة للأب خورخي بيرجوليوالبابا فرانسيس لاحقًا الذي عمد أطفالها الثلاثة